# SSH File Transfer Protocol
SSH File Transfer Protocol (SFTP) är ett filöverföringsprotokoll som oftast använder sig av SSH-2 som databärare. Dock skulle det kunna använda andra protokoll så som TLS.
SFTP ska inte förväxlas med SSL File Transfer Protocol som är säker FTP med SSL (FTPS).